# 维克多·德·萨巴塔
维克多·德·萨巴塔（Victor de Sabata，1892年4月10日—1967年12月11日）是一位意大利指挥家和作曲家。

## 生平
萨巴塔是一位合唱指挥之子。他受教于米兰音乐学院，在米雪·萨拉丁诺底下学习对位，又跟吉阿科莫·奥尔菲斯学习作曲，除此之外，萨巴塔还会演奏钢琴和小提琴。1910年他以一首管弦乐组曲作为毕业作品获得Diploma学位。于此之后他专注于作曲，并且在它的歌剧《巨石》和交响诗《青春》（juventus）获得了成功，该作品甚至成为大指挥家理查·施特劳斯和托斯卡尼尼的常演曲目。1918年，萨巴塔开始从事指挥。他不但在其本土意大利，还到蒙地卡罗指挥歌剧，包括拉威尔歌剧《孩子与魔术》的首演和普契尼歌剧《燕子》的法语首演。1929年他和辛辛那提交响乐团合作数月后，便终身与斯卡拉歌剧院结谊。在那里，他首先以歌剧《西部女郎》登台，接着便以一场精彩的《特里斯坦与伊索尔德》大获成功。二战前他主要在意大利活动，不过也有例外，例如在1937年他访问了柏林和慕尼黑，并在1939年到拜鲁伊特指挥。
战后，他立刻恢复其巡回。1946年萨巴塔作为前轴心国指挥登台伦敦。1950年他再率斯卡拉公司访问伦敦，还有爱丁堡，并指挥了柏林，维也纳，伦敦，芝加哥，纽约，费城和波士顿等地的乐团。1953到57年他担任斯卡拉歌剧院的艺术指导。
1953年后，萨巴塔的健康开始转坏，而且后来因关节炎而跛废，其指挥活动也开始减少。1957年他在托斯卡尼尼的葬礼上指挥，这也是他最后一次公开亮相。虽然如此，他一直担任着斯卡拉的艺术顾问。

## 指挥
萨巴塔有着敏锐的听觉，其指挥炽热准确类似托斯卡尼尼。其“弟子”卡拉扬曾描述他的指挥“他不发一言，音乐就会发生变化”。他指挥的曲目从莫扎特横跨到斯特拉文斯基，特别钟情于瓦格纳，德彪西，拉威尔，西贝柳斯，威尔第，普契尼及其同事代人物如雷斯皮基。
其中，威尔第的后期作品更得他的青睐。而《奥赛罗》和《法斯塔夫》的脚本作者博依托所创作的歌剧《梅菲斯托菲勒》（Mefistofele）和圣桑的歌剧《参孙与达利拉》的意大利语版本也是他喜欢的歌剧。
萨巴塔是深深吸收了意大利文化的指挥家，并受到瓦格纳，法国印象乐派的影响，目睹了当时意大利写实主义（Verismo）的兴起。萨巴塔遗留下来的录音不多。一些广播录音（如1950年与纽约爱乐的录音）以海盗版的形式见诸于市场。其中，他指挥录制的《托斯卡》（与玛丽亚·卡拉斯，斯泰方诺和戈比合作）已成为这套剧目的经典之作。另外，他录制的威尔第的《安魂曲》（Messa da Requiem），贝多芬的《英雄交响曲》也受到好评。

## 作曲
作为作曲家，萨巴塔的作品现在几乎再也听不到了。不过其实，他在1931年创作的舞台传奇剧《一千零一夜》（Mille e una notte）和三首音诗（Juventus，和）都是很值得注意的。这些作品显示了他颇有音响大师的风范，配器出色，而他对乐器的熟悉把握也是其主业之故。这些作品留有雷斯皮基和理查·施特劳斯的清晰印记。不过，他的作品也被批评道：“缺乏创新的旋律，挥一挥衣袖，不留一片云彩”。另外他的音乐也缺乏个性，难以让人将之与雷斯皮基的作品作区分。